# Giovanni Francesco Marazzani Visconti

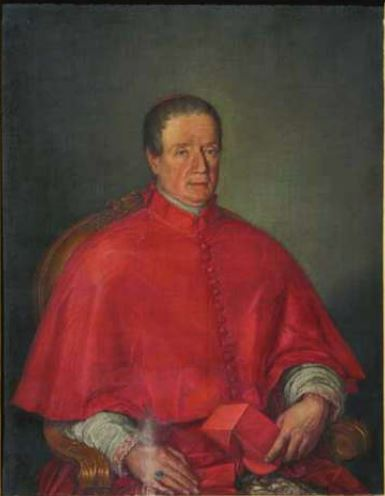
Giovanni Francesco Marazzani Visconti

Giovanni Francesco Marazzani Visconti (* 11. August 1755 in Piacenza, Herzogtum Parma; † 18. Januar 1829 in Rom, Kirchenstaat) war ein italienischer Geistlicher.

## Leben
Giovanni Francesco Marazzani Visconti wurde 1755 in Piacenza geboren. Er war Sohn des Antonio Camillo Marazzani Visconti, Graf von Paderna und Villa del Riglio, Herr von Montanaro, und Konstanza Terzi, Gräfin des Heiligen Römischen Reiches und von Kolinitz.
Zwischen 1766 und 1776 studierte er am Collegio Nazareno und im Anschluss bis 1781 an der Accademia dei Nobili Ecclesiastici. 178 trat er in Prälatur Abbreviatore de Parco Maggiore der Apostolischen Kanzlei und ab 15. März 1781 Referendar der Tribunale an der Apostolischen Signatur. Zwischen 8. November 1782 und 1785 war er Gouverneur von Sabina, zwischen 25. Februar 1785 bis März 1794 Gouverneur von Fabriano und zwischen 7. März 1794 und März 1797 Gouverneur von Orvieto. 1798 wurde er Relator an der Sacra Congregazione della Consulta. Zwischen 24. August 1802 und 1808 war er Gouverneur von Fermo. Während der napoleonischen Besetzung Roms hielt er sich in Parma auf. Am 27. Mai 1815 wurde er Apostolischer Delegat in Fermo ernannt, aber von Kardinalstaatssekretär Ercole Consalvi nicht bestätigt. Am 9. März 1816 wurde er Kleriker der Apostolischen Kammer, 1819 Vikar der Lateranbasilika und am 10. März 1823 Majordomus Seiner Heiligkeit sowie Präfekt des Apostolischen Palastes.
Papst Leo XII. ernannte ihn im Konsistorium vom 2. Oktober 1826 zum Kardinal in pectore. Am 15. Dezember 1828 erfolgte die Veröffentlichung der Erhebung und am 18. Dezember 1828 die Übergabe des roten Galero. Eine Titelkirche wurde ihm nicht zugewiesen.
Er wurde in der Kirche Ss. Ambrogio e Carlo de’ Lombardi in Rom aufgebahrt und bestattet.